# Niue

Niue är en autonom ö i sydvästra Stilla havet, i fri associering med Nya Zeeland. Den är befolkningsmässigt det näst minsta självständiga området i världen. Huvudstaden är Alofi.

## Historia
År 1774 siktade kapten James Cook ön som han kallade "Savage Island" (vildeön). Legenden säger att Cook namngav ön på det viset eftersom han tolkade öns krigares kroppsmålningar som blod.
Nästa tillfälle Niue besöktes var av ett missionssällskap från London 1846. Niue var under en kort tid ett protektorat, men Storbritanniens inblandning fördes över till Nya Zeeland 1901 när ön annekterades. År 1974 godkände Nya Zeelands parlament Niues självbestämmande.

## Geografi

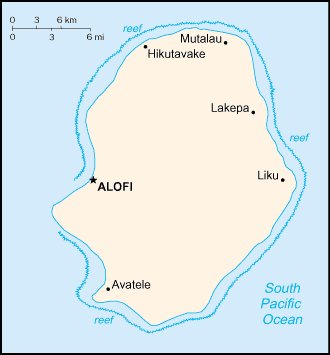
Niue

Niue har en yta på 260 km² och ligger i södra Stilla havet, öster om Tonga. Niue är en av världens största korallöar. Dess terräng består av branta kalkstensklippor längs kusten och en central platå som har sin topp 60 meter över havet. Ett korallrev omger ön, och den enda öppningen i revet ligger på västkusten, nära huvudstaden Alofi. Längs med öns kust finns många kalkstensgrottor.
Ön är formad ovalt och har en diameter på ungefär 18 kilometer, med två stora bukter på västkusten (Alofibukten i mitten och Avatelebukten i syd). Mellan bukterna finns en höjd vid Halagigie Point. En liten halvö, Tepa Point (eller Blowhole Point), ligger nära byn Avatele i sydväst. Majoriteten av öns befolkning bor nära västkusten, runt huvudstaden och i nordväst.
Ön har ett tropiskt klimat, och den största delen av nederbörden kommer i november och april.

## Demografi
Majoriteten av de som bor på Niue är polynesier, omkring 200 är européer, samoaner och tonganer. Språket som talas är niueanska, som är en variant av polynesiska som är lik tonganska och samoanska, även engelska talas på ön. Majoriteten av öns invånare är kristna, främst protestanter.

## Ekonomi
Niue har en väldigt svag ekonomi med en BNP på runt 7,6 miljoner amerikanska dollar (2000). Den ekonomiska aktiviteten på ön kretsar främst kring regeringsarbete och jordbruk på familjeägda plantager. Ön använder sig av den nyzeeländska dollarn och förlitar sig på ekonomiskt stöd från Nya Zeeland.
I augusti 2005 hävdade en australiensisk gruvfirma vid namn Yamarna Goldfields att Niue kan ha världens största uranlager. Företaget har fått tillstånd att göra provborrningar på ön för att kontrollera de geologiska data som föreslår att fyndigheterna existerar.
Ön får främst sina intäkter från utlandsbidrag, allra främst från Nya Zeeland. Även turism genererar intäkter, men är fortfarande en relativt liten näring på ön. Även pengaöverföringar från emigrerade niuaner utgör en relativt stor del av Niues intäkter.
Niues regeringsutgifter överstiger normalt sett intäkterna, och Nya Zeeland ger ekonomiskt stöd för kommunala tjänster. Regeringen får också in pengar från försäljning av frimärken till utländska samlare och försäljning av domännamn med toppdomänen .nu, vilken tekniskt administreras av Internetstiftelsen.
Niues ekonomi led kraftigt av en tropisk storm som inträffade 2002.